# Swaziland aux Jeux olympiques d'hiver de 1992
La participation du Swaziland aux Jeux olympiques d'hiver de 1992 à Albertville en France, constitue la première participation du pays à des Jeux olympiques d'hiver. La délégation du Swaziland est représentée par Keith Fraser, un athlètes en ski alpin.
Le Swaziland fait partie des nations qui ne remportent pas de médaille durant ces Jeux olympiques. L'athlète en ski alpin termine 79e de l'épreuve du Super-G et 63e au slalom géant. Pour l'épreuve du slalom, Keith Fraser n'a pas terminé la course.

## Résultat

### Ski alpin
Homme
| Athlète      | Épreuve      | Manche 1 | Manche 2 | Total   | Total |
| Athlète      | Épreuve      | Temps    | Temps    | Temps   | Rang  |
| ------------ | ------------ | -------- | -------- | ------- | ----- |
| Keith Fraser | Super-G      |          |          | 1:29.39 | 79    |
| Keith Fraser | Slalom géant | 1:21.93  | 1:19.83  | 2:41.76 | 63    |
| Keith Fraser | Slalom       | DNF      | -        | DNF     | -     |